# CONIFA-Europafußballmeisterschaft
Die CONIFA-Europafußballmeisterschaft ist ein Fußballturnier für europäische Mitglieder der Confederation of Independent Football Associations (CONIFA). Diese besteht größtenteils aus unabhängigen Staaten, die nicht Mitglied der FIFA sind, abhängigen Staaten, Minderheiten und Mikronationen sowie sonstigen gewisse Autonomie genießenden Gebieten. Der Name Europafußballmeisterschaft wurde gewählt, da die FIFA die Rechte am Begriff Fußballeuropameisterschaft hält. Die CONIFA-Europafußballmeisterschaft wird seit 2015 in zweijährigem Zyklus veranstaltet. In den Zwischenjahren findet seit 2014 die CONIFA-Weltfußballmeisterschaft statt.

## Vergabe
Über die Vergabe der EFM wird intern abgestimmt. 2015 wurden die Austragungsrechte nach Douglas zum Verband der Ellan Vannin vergeben. Aus organisatorischen Gründen hätte jedoch der größere Teil des Wettbewerbs in London ausgetragen werden müssen. Als schließlich noch finanzielle Probleme hinzukamen, wurden die Austragerechte dem Szeklerland überschrieben, das eine Austragung in Budapest plante, schließlich jedoch nach Debrecen auswich.

## Qualifikation
Bei den bisherigen Europafußballmeisterschaften wurden die Teilnehmer bei einer Abstimmung intern ermittelt. Lediglich dem Gastgeber sowie 2017 dem amtierende Titelträger Padanien wurden Startplätze garantiert.

## Endrunde
Bei der ersten Austragung nahmen nach diversen Absagen statt zwölf nur sechs Mannschaften teil. Diese wurden in zwei Gruppen à drei Mannschaften gelost. Jede Mannschaft bestritt in der Gruppenphase jeweils ein Spiel gegen beide Gruppengegner. Die beiden Letztplatzierten spielten dann ein Spiel um Platz 5, während die beiden Gruppensieger gegen den Gruppenzweiten der jeweils anderen Gruppe ein Halbfinale austrug, in dessen Folge ein Finale und ein Spiel um Platz 3 gespielt wurde. 2017 wurde mit acht Mannschaften geplant, wobei für Absagen eine andere Mannschaft nachrückte. Es wurden von jeder Mannschaft in den zwei Vierergruppen jeweils ein Spiel gegen die Gruppengegner gespielt, gefolgt vom Spiel um Platz 7 zwischen den Gruppenletzten und vom Spiel um Platz 5 zwischen den Gruppenvorletzten. Die Gruppensieger spielten erneut gegen die Gruppenzweiten im Halbfinale, gefolgt vom Finale und Spiel um Platz 3.

## Europafußballmeisterschaften
| Jahr | Gastgeber       | Finale      | Finale          | Finale           | Spiel um Platz 3 | Spiel um Platz 3 | Spiel um Platz 3 |
| Jahr | Gastgeber       | Erster      | Ergebnis        | Zweiter          | Dritter          | Ergebnis         | Vierter          |
| ---- | --------------- | ----------- | --------------- | ---------------- | ---------------- | ---------------- | ---------------- |
| 2015 | Debrecen        | Padanien    | 4:1             | Grafschaft Nizza | Ellan Vannin     | 5:3 i. E. (1:1)  | Felvidék         |
| 2017 | Nordzypern      | Padanien    | 5:3 i. E. (1:1) | Nordzypern       | Szeklerland      | 3:1              | Abchasien        |
| 2019 | Republik Arzach | Südossetien | 1:0             | Westarmenisch    | Abchasien        | 0:0 i. E. (5:4)  | Chameria         |
| 2021 | Frankreich      |             | :               |                  |                  | :                |                  |

## Ewige Tabelle
| #   | Mannschaft       | Teilnahmen | Spiele | Siege | Unentschieden | Niederlagen | Tore | Gegentore | Differenz | Punkte | Titel |
| --- | ---------------- | ---------- | ------ | ----- | ------------- | ----------- | ---- | --------- | --------- | ------ | ----- |
| 1.  | Padanien         | 2          | 9      | 6     | 3             | 0           | 18   | 5         | +13       | 21     | 2     |
| 2.  | Nordzypern       | 1          | 5      | 3     | 2             | 0           | 12   | 2         | +10       | 11     | 0     |
| 3.  | Felvidék         | 2          | 8      | 3     | 1             | 4           | 8    | 14        | −6        | 10     | 0     |
| 4.  | Grafschaft Nizza | 1          | 4      | 3     | 0             | 1           | 11   | 8         | +3        | 9      | 0     |
| 5.  | Ellan Vannin     | 2          | 8      | 2     | 2             | 4           | 11   | 14        | −3        | 8      | 0     |
| 6.  | Szeklerland      | 2          | 8      | 2     | 1             | 5           | 14   | 17        | −3        | 7      | 0     |
| 7.  | Abchasien        | 1          | 5      | 1     | 3             | 1           | 5    | 6         | −1        | 6      | 0     |
| 8.  | Karpatenukraine  | 1          | 4      | 1     | 2             | 1           | 9    | 7         | +2        | 5      | 0     |
| 9.  | Roma             | 1          | 3      | 1     | 0             | 2           | 7    | 8         | −1        | 3      | 0     |
| 10. | Südossetien      | 1          | 4      | 0     | 0             | 4           | 2    | 15        | −13       | 0      | 0     |

## Rekorde
Höchster Sieg
- Nordzypern – Südossetien 8:0 (6. Juni 2017, Vorrunde)

Höchstes Unentschieden
- Ellan Vannin – Karpatenukraine 3:3 (9. Juni 2017, Spiel um Platz 5)

Meiste Tore
- 13 (Padanien, 2015)

Meiste Gegentore
- 15 (Südossetien, 2017)

Wenigste Tore
- 2 (Südossetien, 2017)

Wenigste Gegentore
- 2 (Padanien, 2017)
- 2 (Nordzypern, 2017)

Beste Differenz
- +10 (Padanien, 2015)
- +10 (Nordzypern, 2017)

Schlechteste Differenz
- −13 (Südossetien, 2017)

Höchste Punktzahl
- 12 (Padanien, 2015)

Rekordsieger
- 2 (Padanien, 2015, 2017)

Meiste Teilnahmen
- 2 (Padanien, 2015, 2017)
- 2 (Felvidék, 2015, 2017)
- 2 (Ellan Vannin, 2015, 2017)
- 2 (Szeklerland, 2015, 2017)